# Буковинска митрополија
Буковинска митрополија, такође Буковинско-черновичка митрополија и Буковинско-далматинска митрополија, била је једна од три самосталне области Православне цркве унутар Аустроугарске, заједно са Ердељском и Карловачком митрополијом. Касније је прешла под јурисдикцију Румунске православне цркве, а укинута је током Другог светског рата.

## Историја
Корени митрополије сежу из Буковинске епархије, која је основана почетком 15. века и била делом Карловачке митрополије од 1783. од 1873. године. Царским указом од 11. октобра 1870. године епископ Гакман је добио звање архиепископа, а новим указом од 23. јануара 1873. године проглашен је за архиепископа черновичког и митрополита буковинско-далматинског. Тим чином митрополија је постала аутокефална црква а придружене су јој Далматинска и Бококоторска епархија из Карловачке митрополије.
Самом Буковином је управљао митрополит из Черновца, док су епархије у Далмацији били у надлежности епископа. Највиши црквени орган је био свети синод који се састајао само у ванредним околностима. Због географске удаљености епархија од митрополијског седишта синод није заседао у Черновцима већ у Храму Свете Тројице у Бечу. Свештенство се школовало на богословном факултету черновичког универзитета и задарској богословији. Црква је окупљала 535.042 верника и бројала око 330 свештеника у Буковини (1906); у Далматинској епархији 89.951 верника, 77 свештеника, 54 парохије и 3 манастира (1910); а у Бококоторској 31.275 верника, 64 свештеника, 44 парохије и 8 манастира.
Након слома Аустроугарске у Првом светском рату, митрополит Владимир Репта је допустио да се далматинске епархије врате Карловачкој митрополији 1919. године, које су потом ушле у обновљену Српску цркву. Исте године када је уједињена Румунија, Буковинска митрополија је, заједно са Ердељском и Бесарабијском, приључена Румунској цркви. Године 1925. променила је назив у Буковинско-хотинска митрополија. Избијањем Другог светског рата и совјетском окупацијом Буковине 1940. године, митрополија је расформирана и подељена у две епархије: Сучавску (јужну) и Черновичку (северну). Румунија је следеће године повратила Буковину, па је митрополија поново успостављена — али то је било кратког века — престала је да постоји на крају рата новим доласком совјетских власти.
Данас, на простору северне (украјинске) Буковине делује Черновичка епархија Украјинске православне цркве, док у јужном (румунском) делу Молдавско-буковинска митрополија Румунске православне цркве са седиштем у Јашију.

## Списак епископа буковинких
- Доситеј Хиреску[12] (1782—1789)
- Данил Влаховић (1789—1822, умро у Дорни), Србин, претходно намесник бачког манастира Ковиља (од 1780-1786)[13], а до 12. априла 1789. године управитељ и професор Православне богословије у Сучави, која је пренета 1790. године у Черновци.
- Исаија пл. Балошеску[14] (1823—1834)
- Јевгениј Хакман (1835—1873)

## Списак митрополита
Првим митрополитом је проглашен Јевгениј Гакман 23. јануара 1873. године, али није устоличен због изненаде смрти у марту исте године. Након њега су следили:
- Теофил Бандела (1873—1875)
- Теоктист Блажевич (1877—1879)
- Силвестер Андрејевич-Морар (1880—1895), од 12. марта 1880. године је митрополит буковинско-далматински[15]
- Аркадиј Чуперкович (1895—1902)
- Владимир Репта (1902—1924/25)
- Нектариј Котљарчук (1924/25—1935)
- Висарион Пују (1935—1940)
- Тит Симедреја (1940/41—1944/45), изабран за митрополита 13. јуна 1940, али устоличен 25. марта наредне године.[16]

## Списак епископа бококоторских
- Герасим Петрановић (1874—1906)
- Доситеј Јовић (1906—1910)
- Владимир Боберић (1911—1918)

## Списак епископа далматинских
- Стефан Кнежевић (1853—1890)
- Никодим Милаш (1890—1910)
- Димитрије Бранковић (1913-1920)